# Ligne de Steinbourg à Schweighouse-sur-Moder
La ligne de Steinbourg à Schweighouse-sur-Moder est une ligne de chemin de fer française du Bas-Rhin. Elle faisait partie de la transversale reliant Saverne à Rastatt. La section entre Steinbourg et Obermodern est déclassée et déposée. Seule subsiste la section inexploitée de Schweighouse-sur-Moder à Obermodern.
Elle constitue la ligne n°160 000 du réseau ferré national.
Dans l'ancienne nomenclature de la région Est de la SNCF, elle était numérotée « ligne 9.4 » et désignée en tant que section de la « ligne Saverne - Wintersdorf ».

## Histoire

### Mise en service

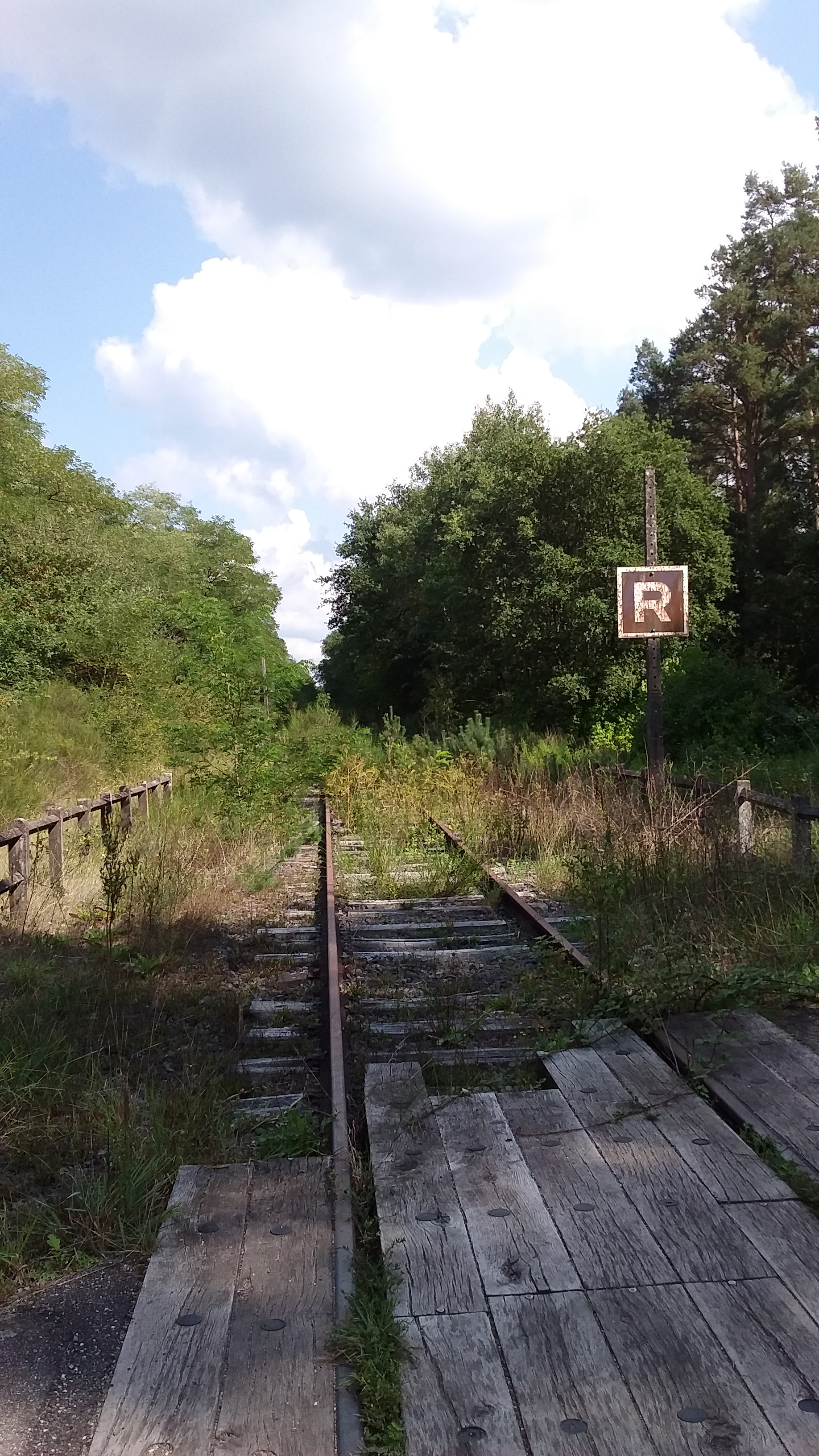
Section de la ligne dans la forêt de Haguenau.

La ligne est ouverte en deux étapes entre 1877 et 1881 :
- la section Steinbourg - Bouxwiller est mise en service le 15 octobre 1877[2].
- la section Bouxwiller - Schweighouse-sur-Moder est ouverte le 1er novembre 1881[3]

Le dépôt de munitions de Neubourg est construit en 1932 dans le cadre de la ligne Maginot et dispose d'un embranchement particulier relié à la ligne.

### Fermeture
Le raccordement militaire d'Obermodern-Est (PK 0,164 à 1,980) et le raccordement militaire de Schweighouse (PK 0,147 à 1,139) sont déclassés le 13 février 1964. Le raccordement d'Obermodern-Ouest (PK 0,100 à 1,250) est déclassée le 14 janvier 1972.
La section de Steinbourg à Dossenheim-sur-Zinsel est fermée au trafic voyageurs le 31 mars 1970 puis au trafic marchandises le 3 août de la même année. Le déclassement (PK 0,400 à 6,445) s'effectue le 26 juillet 1973. Une courte section à Steinbourg (PK 0,035 à 0,400) est également déclassée le 20 mars 1978.

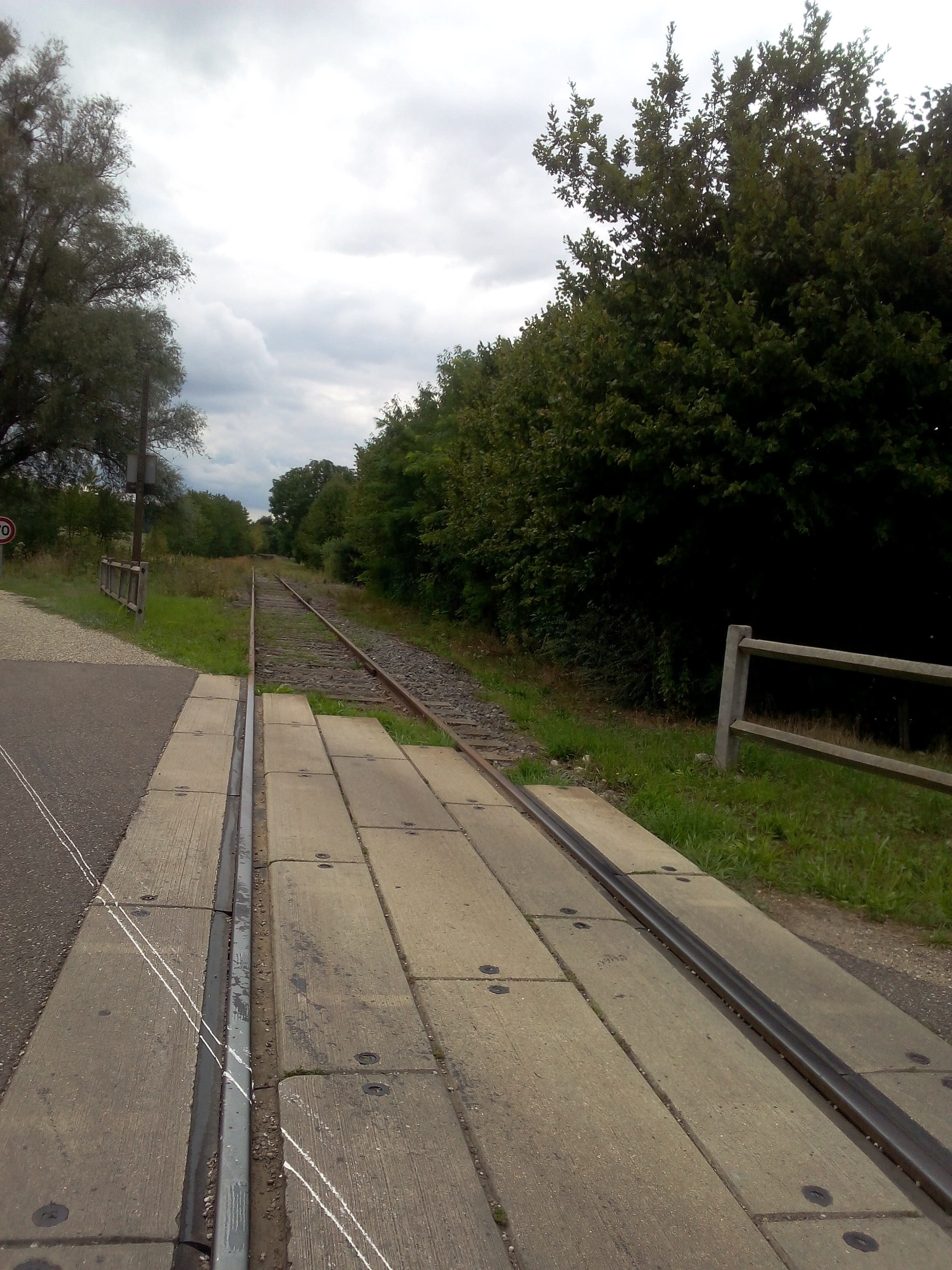
La ligne à Pfaffenhoffen : PN16

La section entre Dossenheim-sur-Zinsel et Bouxwiller  (PK 6,445 à 11,500) est fermée au service des marchandises le 28 septembre 1975. De même la section de Bouxwiller à Obermodern (PK 11,500 à 18,415) est fermée le 1er mai 1987.
La dernière section, d'Obermodern à Schweighouse, est fermée au service des marchandises le 1er octobre 1990.
Le tronçon de Dossenheim-sur-Zinsel à Obermodern est retranché du réseau ferroviaire et déclassé (PK 6,445 à 18,415) par un décret du 20 septembre 1991 pour l'« incorporation dans une ZAC » et l'« économie d'un ouvrage d'art ».
L'embranchement particulier  du dépôt de munitions de Neubourg a été utilisé jusqu'en 2012.

### Projet de réouverture partielle
Une réouverture partielle de la ligne est envisagée depuis 2018. Soutenue par des financements européens, la réouverture concernerait la section Obermodern - Schweighouse-Sur-Moder. L'objectif est de créer un nouvel itinéraire afin de relier Karlsruhe à Sarrebruck en passant par Haguenau et Sarreguemines. Les trains emprunteraient donc également une grande partie de la ligne de Mommenheim à Sarreguemines à savoir la section Obermodern - Sarreguemines.
Le projet a été présenté en décembre 2020 au cours d'une conférence dédiée à l'avenir de la coopération transfrontalière. Une étude à moitié financée par l'Union européenne et dont le coût s'élève à 654 500 euros a été lancée et durera plusieurs mois. Cette étude a pour but d'estimer le coût du projet,.